# ملاعب إيه سي ميلان
طوال تاريخه، لعب نادي إيه سي ميلان في ملاعب عديدة ولكن أشهرها هو معقل إنجازاته سان سيرو.

## ملعب تورتر (Trotter)
كانت البداية في ملعب تروتر الواقع في ميدان دوريا (Piazza Doria) و الذي تحول فيما بعد إلى محطة ميلانو المركزية .
في التروتر لم تكن هناك مدرجات كانت الأرضية عشبية وكان الملعب محدد بطباشير جيرية على شكل مستطيل كما هو حال ملاعب الكرة، لكن لم تكن هناك دائرة منتصف الملعب التي تحد من اقتراب لاعبي الفرق من التقدم أكثر حينما كانت تلعب ركلات البداية وما بعد الأهداف .
لم تكن هناك غرف تغيير ملابس ولا معدات رياضية ولا أي أماكن للخدمات السريعة . كان مرميا الملعب بلا شباك وكانت هناك مجموعة من مشجعي الميلان يرتدون ملابس ثقيلة داكنة اللون حتى في الصيف وكانت تلك المجموعة تعتبر أول رابطة تشجيعية للفريق، كانت ملابسهم طويلة جداً تصل إلى تحت أحذيتهم ذات الرقبة الطويلة (البوت) و كانوا دائمي التشجيع بالمظلات .
بالطبع لم يكن هناك تذاكر للدخول ولا أموال تؤخذ من المشجعين لمشاهدة المباراة، فالملعب كان أشبه بالحديقة الكبيرة . كانت مباراة ميلان - جنوى تعتبر بمثابة المباراة المفضلة للجماهير حيث كانت يحضرها أكبر عدد من المشجعين وقتها وكان العدد يتعدى الـ 550 شخص . استخدم الميلان هذا الملعب منذ بداية تأسيسه عام 1900 حتى عام 1903 .

## أكوابيلا (Acquabella)
ابدى لاعبو الروسونيري استيائهم من ملعب التروتر وطلبوا تغييره الملعب كان مشكلة حقيقية في صيانتيه ووقتها كذلك فكرت بلدية ميلانو في مشروع محطة القطارات المركزية وكان مكان الملعب مناسباً للغاية للمحطة وجدت إدارة الميلان ارضاً مناسبة لملعبها الجديد يقع في ميدان سوزا Piazza Susa الأرض كانت بحاجة لعمل كبير على حد وصف لاعب الميلان السابق أوليسي باروفيني ولكن كفاءة العمال أنجزت العمل سريعاً .
ملعب أكوابيلا بني بمدرجات خشبية من 15 مستوى كل مستوى طوله 1.24 متر وقد أحب الجماهير المدرجات وتزاحموا على مشاهدة المباريات نظراً لعدم توفر المدرجات في العديد من ملاعب الأندية الإيطالية وقتها الملعب طوق بعدة أعمدة تمر بها عرضياً مجموعة من الحبال . أيضاً لم تكن هناك تذاكر دخول، لكن كان هناك استئجار للكراسي بمقابل مادي لمحبي الراحة، أضيفت الشباك لمرميي الملعب الذي افتتح بتاريخ 15 مارس 1903 حيث لعبت مباراة ميلان - جنوى الودية وانتهت بالتعادل 0 - 0 .

## البورتا مونفونتري (Porta Monforte)
كان الملعب كبيراً أضيف له غرف تغيير ملابس وحمامات و كان هناك سور عازل لاحتواء الملعب وعزله عن الشارع ومع بناء السور تم بناء بوابة واحدة شرق الملعب وبجانب البوابة مكتب بيع تذاكر خشبي وكان السعر زهيد للغاية وقتها (نصف ليرة) .
ملعب البورتا مونفونتري لم يكن جزءاً من تاريخ الميلان فقط بل جزءاً من تاريخ الكرة الإيطالية فعليه لعبت أول مباراة بنظام الذهاب والإياب و نظام الأهداف على الرض وخارج الأرض على الإطلاق في تاريخ الكرة الإيطالية و كانت مباراة الميلان - يو اس ميلانيزي بتاريخ 7 يناير 1906 .

## فيليدرومو سيمبيوني (Velodrome Sempione)
في عام 1914 غير الميلان الملعب ثانية في شارع أورنا افتتح ملعب فيليدرومو سيمبيوني بتاريخ 31 مايو 1914 بمباراة الميلان - اف سي فونيكس (FC Phoenix Karlsruhe) و التي انتهت بنتيجة 3-3 ، الملعب كان يحوي على مدرجات خشبية على الجانبين الشرقي والغربية و كانت المدرجات حلقتين فوق بعض وكانت تسع 8 آلاف متفرج وكان رقماً كبيراً وقتها .

## كامبو بيريلي (Campo Pirelli)
بسبب بعض التعديلات على مدرجات ملعب فيليدرومو سيمبيوني بسبب شكوى بلدية ميلانو بأن الملعب يسبب ازدحاماً يصعب التحكم به في شارع أرونا أيام المباريات قام رئيس الميلان بييرو بيريلي بمساعدة المهندس لافيتساري بعمل ملعب باسمه كحل مؤقت حتى انهاء التعديلات أو الانتقال إلى مكان آخر في حال انزعجت بلدية ميلانو من وضع الشارع حتى بعد التعديلات .
الملعب كان لديه مدرجات بسيطة وبوابة عريضة من أجل تنظيم مرور المشجعين وطبعاً مكتب بيع تذاكر ..

## ملعب فيالي لومباردي (Viale Lombardia)
الملعب الجديد كان عبارة عن مجموعة من الفيلات القديمة استغلتها إدارة الميلان لعمل ملعب كبير به غرف تغيير ملابس وحمامات، إلى جانب مطعمين ومقهى و استراحة الشيء الجديد على الكرة الإيطالية ، الملعب استضاف العديد من مباريات الأزوري أمام سويسرا ، بلجيكا ، ألمانيا ، إسبانيا و المجر و كان سيتم تطويره لولا أن رئيس النادي بيريلي فكر في استغلال ارضاً أكبر بكثير لعمل ملاعب تقارع الملاعب الإنجليزية .

## أرينا سيفيكا (Arena Civica)

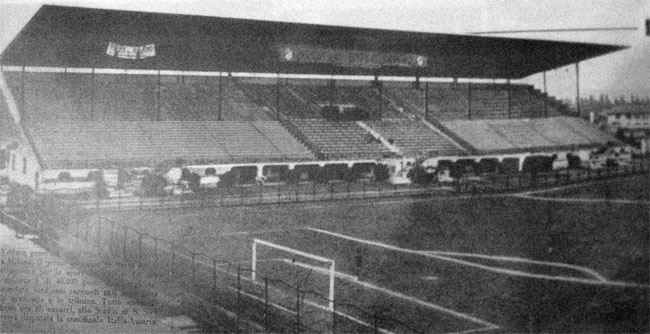
السان سيرو في 1934

لم يكن ملكاً للميلان لكن النادي استأجره مرات عديدة للعب فيه لمختلف الأسباب وفي مختلف الأوقات أيضاً الإنتر كان قد استأجره في بداياته .كما أنه لم يكن ملعباً في البداية، بل كانت الساحة المدينة إحدى المشاريع التي أنشأها ملك فرنسا الشهير والذي غزى إيطاليا وأوروبا قاطبة نابوليون بونابارت تحت اشراف المهندس لويجي كانونيكا لكي يعطي المدينة مكاناً كبيراً لقضاء العطل والترفيه و الاحتفال .
تشييد الساحة بدأ في عام 1806 و انتهى تماماً بجميع التطويرات في عام 1827 . كانت تسمى في السابق ساحة نابوليون وكانت قد تم العمل فيه بأحدث الطرق وقتها وتم العمل المدرجات بالخرسانات الحديدية وكان شيئاً جديداً في إيطاليا لم تعمل به حتى بداية القرن العشرين .
افتتحت الساحة بتاريخ 18 أغسطس 1807 و لمدة ما يعادل القرن من الزمان كانت الساحة تحتضن أغلب الاحتفالات والأحداث الهامة في عام 1870 اشترت بلدية ميلانو أرض الساحة ومنذ ذاك الحين تم تسميتها الساحة المدنية الساحة أصبحت تستخدم كملعب رياضي وتحيداً لكرة القدم بتاريخ 20 مايو 1900 في ديربي ميديولانيوم (من مدينة ميلانو) و اعتبرتت هذه المباراة أول ديربي رسمي يخوضهالميلان .

## ملاعب الفريق
| الملعب             | الأعوام                            |
| ------------------ | ---------------------------------- |
| تورتر              | 1900-1903                          |
| أكوابيلا           | 1905-1903                          |
| البورتا مونفونتري  | 1905-1914                          |
| فيليدرومو سيمبيوني | 1914-1920                          |
| كامبو بيريلي       | منذ سبتمبر حتى نوفمبر 1919         |
| فيالي لومباردي     | 1920-1926                          |
| أرينا سيفيكا       | 1908-1911 1914 1933-1936 1941-1949 |
| سان سيرو           | 1926- إلى الآن                     |